# Tiburonia granrojo
Grande rouge
Genre
Espèce
La grande rouge (Tiburonia granrojo) est une méduse de la famille des Ulmaridae récemment découverte.
Seule membre de la sous-famille des Tiburoniinae pour le moment, c'est l'une des plus grandes méduses connues mais elle a de nombreuses caractéristiques spécifiques. Tiburonia granrojo vit entre 600 et 1 500 mètres de profondeur. Elle a été rencontrée dans l'océan Pacifique notamment dans le golfe de Californie, dans la baie de Monterey, vers Hawaii et au Japon. Son diamètre peut atteindre 90 cm, elle possède des bras buccaux épais (de 4 à 7), pas de tentacules, sa couleur est rouge.
Actuellement, seuls 23 spécimens ont été trouvés et un seul a été prélevé pour étude. Plusieurs vidéos ont été prises depuis des sous-marins téléguidés (ROV). Georges Matsumoto et ses collègues ont décrit l'espèce en 2003, mais la première rencontre date de 1993.

## Galerie d'images
|                                                                                             |  |
|                                                                                             |  |
| Spécimen rencontré près du Mont Davidson au large des côtes californiennes, le 18 mai 2002. |  |